# Szegedi Molnár Géza (festő)

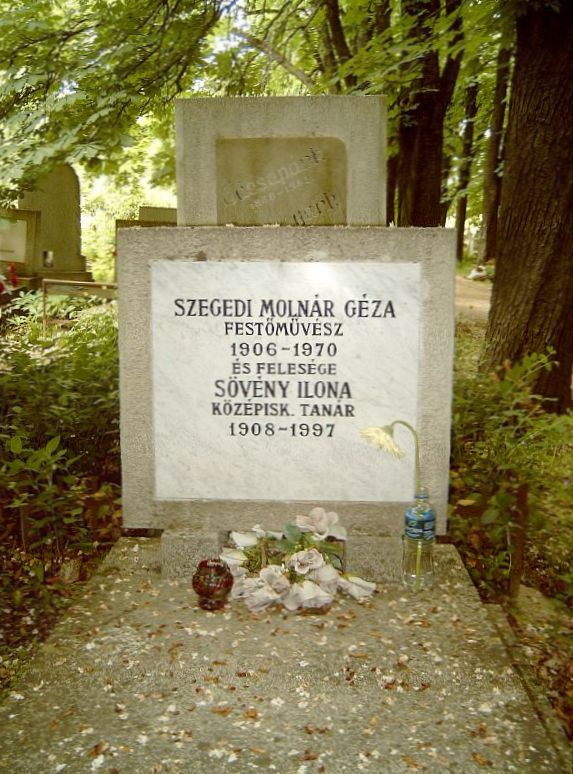
Szegedi Molnár Géza és felesége sírja Új köztemető: 90/11-1-35

Szegedi Molnár Géza (kb. 1935-ig Molnár Géza) (Szeged, 1906. február 21. – Szombathely, 1970. november 10.) magyar festő, Szegedi Molnár Géza színművész édesapja.

## Életútja
1930-ban diplomázott a Képzőművészeti Főiskolán, mesterei Rudnay Gyula és Dudits Andor voltak. Ezt követően tanársegédként dolgozott a főiskolán. Elsősorban freskókat készített, 1928-ban egyik rajzáért megkapta a Benczúr-díjat. 1931-ben elnyerte a Római Magyar Akadémia ösztöndíját. Miután külföldről hazatért, 1932-ben a csegöldi, 1937–38-ban a nyírbátori görögkatolikus templom freskóit és oltárképeit készítette el. Rendszeresen szerepelt műveivel a Műcsarnok és a Nemzeti Szalon kiállításain. Fő művét, a kispesti Wekerlei Munkás Szent József-templom 21 freskóját 300 m²-en 1940–41-ben festette. 1952 és 1959 között dolgozott a debreceni görögkatolikus templom freskóin, oltárképein és keresztútján, ez a maga nemében egyedülálló, ugyanis bizánci szertartású templomokban stációs képek nincsenek. Árkosy István parókus támogatta Szegedi Molnárt abban, hogy a Hajdúdorogi főegyházmegye festőművésze lehessen. 1953–54-ben Nyírábrány, 1955-ben Nyírpilis, 1956-ban Nyíregyháza, 1957-ben Tímár, 1958-ban Nyíradony görögkatolikus templomában készített freskókat és oltárképeket. Később megromlott egészségi állapota miatt visszavonultan élt, egészen haláláig dolgozott. Vallásos tárgyú festményei egy részét az esztergomi Keresztény Múzeum őrzi. Egyik késői önarcképe a Magyar Nemzeti Múzeumban található. Utolsó éveiben készített képeit nemzetközi kiállításokon mutatta be, Monacóban 1967-ben egyik festményével díjat is nyert. Szegedi Molnárt „klerikálisnak” bélyegezték meg, és hivatalosan elhallgatták, bár világi témájú művei is voltak: az 1946-ban készült a Romos vár és Tabán című 21 részből álló sorozat, valamint dunántúli és balatoni tájképek, illetve arcképek. Képeit csak külföldön, nemzetközi tárlatokon mutathatta be. Neje, Sövény Ilona középiskolai tanár volt.